# Loxandrus pravitubus
Loxandrus pravitubus är en skalbaggsart som beskrevs av Allen. Loxandrus pravitubus ingår i släktet Loxandrus och familjen jordlöpare. Inga underarter finns listade i Catalogue of Life.